# Nadja Heigl
Nadja Heigl (* 15. Februar 1996 in Korneuburg) ist eine österreichische Radrennfahrerin. Sie ist österreichische Rekordmeisterin im Cyclocross und ist auch im Mountainbikesport aktiv.

## Sportlicher Werdegang
Heigl kam durch ihre Familie zum Radsport, den auch ihr Vater und ihrem Bruder Philipp Heigl betreiben. Im Cyclocross wurde sie bereits Anfang 2012, noch vor ihrem 16. Geburtstag, Zweite der österreichischen Meisterschaften. Im Jahr darauf gewann sie diese erstmals und holte den Titel bis 2025 insgesamt 12 Mal, womit sie Rekordmeisterin dieser Disziplin ist. Bei Elite-Weltmeisterschaften hatte sie ihr bestes Ergebnis 2015 mit dem 19. Platz. Als 2018 erstmals ein U23-Wettkampf durchgeführt wurde, war sie für diesen noch startberechtigt und erzielte mit dem Gewinn der Bronzemedaille ihren bedeutendsten internationalen Erfolg. Ihre besten Ergebnisse im Weltcup hatte sie jeweils in Val di Sole mit 11. und 14. Plätzen.
Im Cross-Country-MTB war Heigl 2013 und 2014 österreichische Junioren-Meisterin und kam in dieser Kategorie bei den Weltmeisterschaften 2013 auf den fünften Platz. Außerdem vertrat sie Österreich bei den Olympischen Jugendspielen 2014. Bis 2021 nahm sie regelmäßig am UCI-Mountainbike-Weltcup teil, jedoch ohne vordere Resultate. Im Straßenradsport nahm sie für die italienische Mannschaft Servetto-Makhymo-Beltrami 2021 am Giro Donne teil.

## Erfolge

### Cyclocross
2012/2013

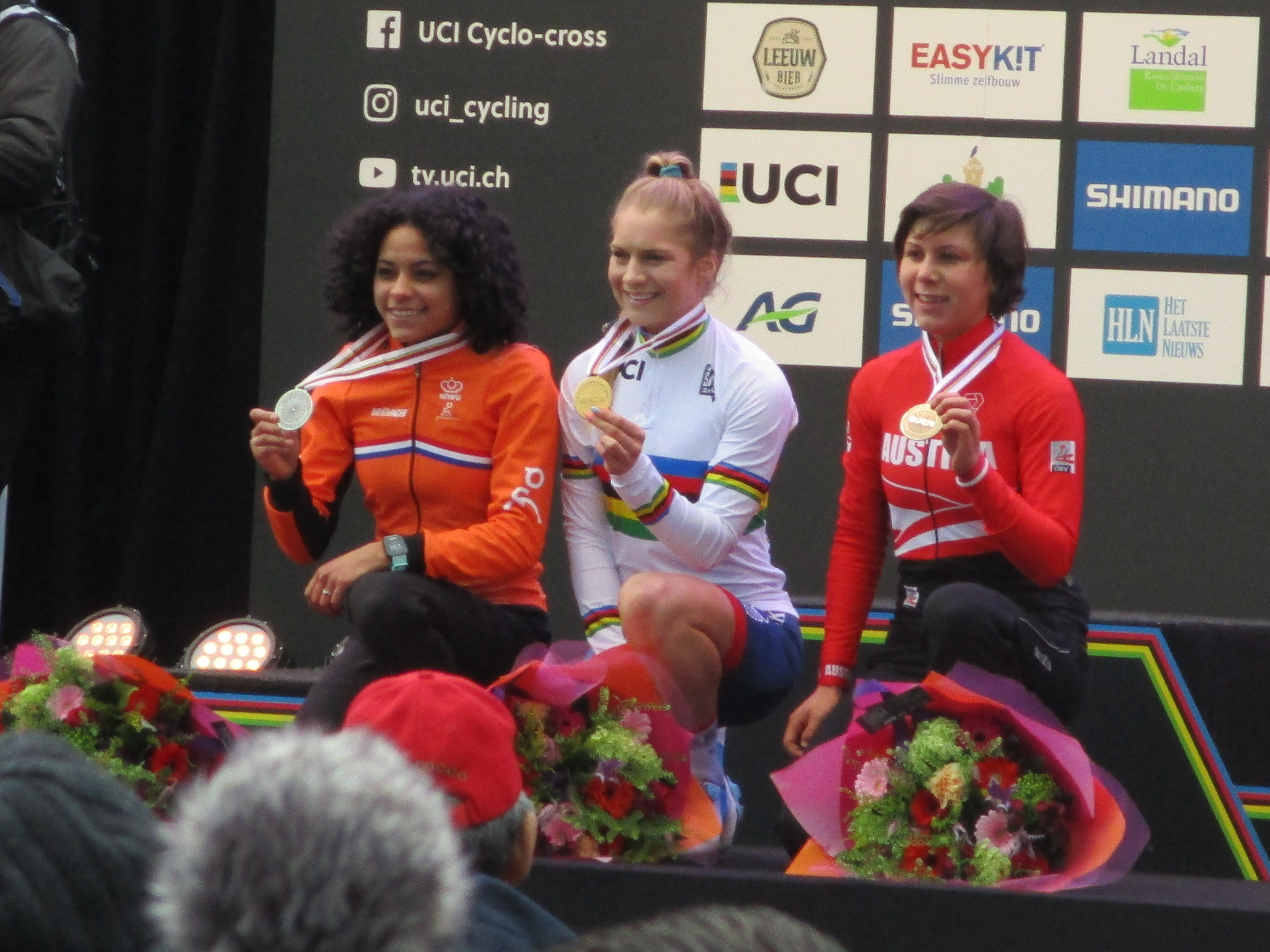
Nadja Heigl (rechts) auf dem WM-Podium 2018

 Österreichische Meisterin
2013/2014
 Österreichische Meisterin
2014/2015
 Österreichische Meisterin
2015/2016
 Österreichische Meisterin
2016/2017
 Österreichische Meisterin
2017/2018
 Weltmeisterschaften (U23)
 Österreichische Meisterin
2018/2019
 Österreichische Meisterin
2020/2021
 Österreichische Meisterin
2021/2022
 Österreichische Meisterin
2022/2023
 Österreichische Meisterin
2023/2024
 Österreichische Meisterin
2024/2025
 Österreichische Meisterin

### Mountainbike
2013
 Österreichische Meisterin (Junioren) – Cross-Country XCO
2014
 Österreichische Meisterin (Junioren) – Cross-Country XCO
2016
 Österreichische Meisterin – Eliminator XCE